# 扁粗背鱂
扁粗背鱂，為輻鰭魚綱鯉齒目鰕鱂亞目鰕鱂科的其中一種，為熱帶淡水魚，分布於非洲馬達加斯加北部、西部及毗鄰的島嶼淡水流域，體長可達9.5公分，棲息在靜止溪流的底中層水域，生活習性不明，可作為觀賞魚。

## 擴展閱讀
維基物種上的相關：扁粗背鱂